# Ohlebach (Modau)
Der Ohlebach (auch: Traisaer Bach) ist ein 21⁄2 Kilometer langer Bach im Vorderen Odenwald, der im Naturpark Bergstraße-Odenwald verläuft. Er ist ein rechter Zufluss der Modau, der durch Traisa und Nieder-Ramstadt im hessischen Landkreis Darmstadt-Dieburg fließt.  

## Verlauf
Seine Quelle liegt am Nordostrand von Traisa auf dem Hofgut Dippelshof auf einer Höhe von ungefähr 223 m ü. NHN.
Der Bach tangiert unmittelbar hinter der Quelle die Teiche auf dem Golfplatz von Traisa.
Danach fließt er durch das Ohlebachtal und durchquert den sogenannten Vogelteich.
Südlich des Teiches fließt der Ohlebach durch Wiesengelände und unterquert die Odenwaldbahn.
Danach fließt der Bach entlang der Odenwaldstraße in südöstliche Richtung und unterquert diese kurz vor der Mündung.
Der Ohlebach mündet auf einer Höhe von ungefähr 174 m ü. NHN von rechts und Nordwest hinter dem Nieder Ramstädter Sportplatz in die Modau.
Der 2,5 km lange Lauf des Ohlebachs endet ungefähr 49 Höhenmeter unterhalb seiner Quelle, er hat somit ein mittleres Sohlgefälle von circa 20 ‰.